# Club Atlético Nacional Potosí
El Club Atlético Nacional Potosí  es un club de fútbol de la ciudad de Potosí, Bolivia, que participa en la Primera División de Bolivia. Fue fundado el 8 de abril de 1942 y disputa sus encuentros en el Estadio Víctor Agustín Ugarte, con una capacidad para 32 105 espectadores.
A nivel internacional cuenta con 7 participaciones en torneos oficiales de la Confederación Sudamericana de Fútbol: 6 en Copa Sudamericana y el año 2023 disputó la Copa Libertadores por primera vez en su historia.
Disputa el «Clásico Potosino» frente a Real Potosí, en el Estadio Víctor Agustín Ugarte.
Además de su sección principal de fútbol, cuenta con una sección de baloncesto, que participa en la Liga Boliviana de Básquetbol.

## Historia

### Fundación
El Club Atlético Nacional Potosí fue fundado el 8 de abril de 1942, en la calle Chuquisaca, cerca del templo de San Juan.
En un juego de palabras, se puede decir que Nacional nació dónde nace el sol porque se fundó en el este de la ciudad de Potosí. 
En el libro Páginas del fútbol potosino, el desaparecido historiador y futbolista Alfredo Tapia Vargas escribió que la zona este de la ciudad, por dónde nace el sol, fue el escenario del nacimiento de una institución deportiva que, con el tiempo se iba a convertir en la representación genuina del fútbol potosino, con una nueva generación de jóvenes valores que emularon a los que les precedieron. Fue en la calle Chuquisaca, cerca del templo de San Juan, dónde el 8 de abril de 1942 se fundó el Club Nacional Potosí.
El libro también refiere que la primera directiva de Nacional estuvo presidida por Aurelio Moreno, el vicepresidente era Jorge Mamani; Rafael Villegas cumplía las funciones de secretario y Isidoro Llanos era el tesorero. Los vocales eran Félix , Vladimir Aramayo, Humberto Nogales, Teócrito Condori, Vicente Camaño, Fidel, Pastor y Paulo Condori. 
La zona de San Juan está en la parte alta de la ciudad de Potosí que tiene una inclinación natural. En ese sector de la ciudad están los distritos mineros como San Gerardo, San Martín, San Cristóbal, Pailaviri y por supuesto, San Juan. Debido a ello, Nacional Potosí siempre estuvo relacionado con los indios mineros, tanto en sus inicios como en sus años de mayor gloria. Durante dos temporadas, su presidente fue el abogado Oscar Vega, vinculado a la minería, y su actual titular es el minero E. M. Poma. 
Al proceder de la zona alta, tiene el apoyo incondicional de todos los distritos mineros, lo que hace prever una inevitable rivalidad con los vecinos del centro y la zona baja que son hinchas siete veces por real potosí.

### Primeros años
Nacional Potosí conoció tanto el dulce sabor de la gloria como el amargo acíbar del fracaso. Aunque siempre fue uno de los animadores del campeonato local controlado por la Asociación de Fútbol Potosí, no pudo sobrellevar el advenimiento del profesionalismo y sus dirigentes cedieron el control del equipo al Sindicato de Metalúrgicos de la Empresa Minera Unificada S.A. del Cerro de Potosí (EMUSA).

### Torneo Mayor de la República 1961
En 1961, Nacional Potosí participó, junto a los equipos de Atlético Alianza (Uyuni), Ferroviario (Tupiza), Racing (Llallagua) y The Strongest (Pulacayo) en el Torneo Mayor de la República 1961, convirtiéndose en los primeros equipos representantes del Departamento de Potosí en participar en la Primera División.
Su peor momento fue cuando descendió de la Asociación de Fútbol Potosí e hizo reaccionar a los hinchas de la zona alta que se lanzaron al rescate del equipo y lo devolvieron a la primera división en 1976. 
Otra de las páginas de oro de su historia fue el partido amistoso disputado con el equipo de reserva de Argentinos Juniors, de Buenos Aires. Según Talavera, el éxito de ese encuentro también fue económico ya que permitió que el club potosino adquiera los terrenos para habilitar una cancha deportiva y construya su sede propia.

### La presidencia de Emilio Alave período (2004-2009)
Buscando el ascenso a la Primera División, la mala racha volvió a Nacional Potosí y ni siquiera el retorno de Oscar Bonifaz a la presidencia pudo devolverle su gloria de antaño. Finalmente, un grupo de vecinos de la zona de San Juan acudieron hasta el cooperativista minero Emilio Alave a quien le pidieron que aceptara la presidencia del equipo. Alave aceptó con la promesa de ascender a la Liga del Fútbol Profesional Boliviano pero se quedó en su primer intento.
En 2007 fue subcampeón de la Asociación de Fútbol Potosí (AFP), clasificándose para disputar la Copa Simón Bolívar. En esta última quedó a un paso de obtener un cupo en la Liga de Fútbol Profesional Boliviano al perder la final contra Guabirá, por la definición por penales. Luego perdió el indirecto contra Aurora, postergando sus anhelos de jugar en Primera División.
Sin embargo, en 2008 tomó revancha ganando el campeonato de la Asociación Potosina de Fútbol y la Copa Simón Bolívar, con lo que ascendió a la Liga de Fútbol Profesional Boliviano para la temporada 2009.
El año 2009 tuvo una participación destacada en el Campeonato Apertura, ganando la primera fase del "todos contra todos"; en la segunda vuelta Nacional bajó en caída libre, desfavorecido además por el punto promedio hasta descender nuevamente de categoría.
El año 2010 es nuevamente campeón de la Asociación Potosina de Fútbol y campeón de la Copa Simón Bolívar, recuperando de esta manera el segundo cupo potosino en la Liga del Fútbol Profesional Boliviano en el 2011.

### Era Liguera
En la temporada 2008 las cosas fueron diferentes con un equipo de primer nivel, reforzado por exjugadores de Oriente Petrolero (Roger Suárez), Club Blooming (Daniel Maturana) y La Paz FC (Gustavo Gois de Lira), Nacional Potosí ganó el campeonato de la Segunda División de Bolivia y se convirtió por primera vez en un equipo de la Liga del Fútbol Profesional Boliviano.
El equipo de la Banda Roja jugó toda la temporada 2009 en la liga del Fútbol Profesional Boliviano dando nacimiento al primer Clásico Potosino jugado por primera vez por la Copa Aerosur del Sur el 18 de enero de 2009 ante más de 34.000 espectadores.
Durante todo el Torneo Apertura el club tuvo una brillante participación en la primera rueda del torneo Apertura, quedando 2.º, en la primera rueda. y teniendo pequeños desfases posteriores que no le permitieron terminar entre los primeros.
Lamentablemente desentendimientos dirigenciales mellaron la suerte del club, teniendo una pésima participación en el torneo Clausura de 2009 posicionándolo en la última ubicación del punto promedio, junto a Jorge Wilstermann con el que debía enfrentarse en la última fecha la permanencia en la liga. Lamentablemente a pesar del masivo apoyo potosino en este partido (más de 30.000 espectadores) Nacional perdió el partido, por la cuenta de 2 a 0, condenándo al equipo a regresar a la 2.ª división. 
En 2010, el club jugó en Copa Simón Bolívar segunda división del fútbol boliviano, teniendo una campaña casi perfecta ganándole en la final de local y visitante al Club Real América de Santa Cruz, recuperando así la plaza liguera perdida en 2009.
En 2011 regresó a la liga, con nuevo directorio, teniendo excelentes partidos, como la goleada por 9 a 0 al descendido Real Mamoré, en noviembre.
En 2013 en el último partido del torneo Apertura 2013/2014 venció al Bolívar por la cuenta de 1 a 0, logrando así por primera vez en su historia la clasificación a un torneo Internacional. La Copa Sudamericana 2014 como Bolivia 3.

### Copa Sudamericana 2014
En su debut internacional en la Copa Sudamericana 2014 se enfrentó a Libertad del Paraguay en la primera fase. El partido de ida se disputó el 20 de agosto en Potosí con victoria de Nacional por 1 gol a 0; marcado por el brasileño Charles Da Silva a los 11' del primer tiempo. El partido de vuelta se realizó en el Estadio Dr. Nicolás Leoz de Asunción el 27 de agosto Nacional fue derrotado por 0:3 quedando eliminado en el global por (1:3).
En el Torneo Clausura 2014 el equipo fue muy flojo obtuvo el penúltimo lugar 11° con solo seis victorias dos empates y catorce derrotas.
Al siguiente torneo el equipo volvió a buscar clasificarse a un torneo internacional pero su actuación en la liga no fue muy buena. En el Apertura 2014 obtuvo el 9° lugar y en el Clausura 2015 el 10° puesto.
En la Temporada 2015/16 el inicio fue malo obtuvo el 10° puesto en el Apertura 2015, en el Clausura 2016 el equipo hizo una actuación notable y obtuvo el 4° lugar. En la tabla acumulada obtuvo el 7° puesto lo que le permitió clasificarse luego de 3 años a la Copa Sudamericana 2017.

### Su progreso a nivel nacional y participación internacional (2017-Actualidad)
En la Copa Sudamericana 2017 se enfrentó al Sport Huancayo, en el partido de ida venció por 3-1 y en el vuelta fue derrotado 1-2. El resultado global: clasificación por 4-3.
Nacional Potosí logró acceder por primera vez en su historia a la segunda fase de la Copa Conmebol Sudamericana tras derrotar al Sport Huancayo, en la segunda fase se enfrentó a Estudiantes de la Plata, fue derrotado en la ida 0-1 y en la vuelta cayó por 0-2. El resultado global: eliminación por 0-3. Terminando con la participación internacional de la banda roja
En la Copa Sudamericana 2018 estuvo a punto de repetir la hazaña esta vez frente al Fluminense, pero quedó eliminado por un gol de diferencia.
En la Copa Sudamericana 2019 nuevamente estuvo cerca de avanzar a la segunda fase, pero fue eliminado por el Zulia FC en la instancia de penales, tras empatar en los 180 minutos con un global de (1-1).
En la Copa Sudamericana 2020 se midió ante el Melgar del Perú en la primera fase de la con un global empatado de (2-2), casi logra la hazaña tras perder (0-2) en la ida, pero quedó fuera en tanda de penales por (3-4).
En el año 2019 el equipo tuvo la mejor campaña de su historia acumulando 84 puntos en la tabla acumulativa, estuvo cerca del título en el Torneo Apertura, pero terminó en el tercer lugar; también estuvo cerca de clasificarse por primera vez en su historia a la Copa Libertadores, pero quedó fuera por diferencia de gol, clasificó a la Copa Copa Sudamericana como Bolivia 1, ubicándose en el quinto puesto de la tabla acumulativa del 2019.
En el 2022, Nacional Potosí realizó una de las mejores campañas de su historia quedando cuarto en la tabla acumulada y obteniendo de esta forma un cupo para la Copa Libertadores 2023, torneo que encararía por primera vez en su historia.
Para la Campeonato de Primera División 2023, el director técnico Víctor Hugo Andrada se hace cargo de la banda roja para afrontar la Copa Libertadores 2023 y el torneo local, luego de la sorpresiva salida de Flavio Robatto.
El 8 de febrero de 2023, jugó contra El Nacional de Ecuador por el partido de ida de la fase preliminar de la Libertadores, encuentro que perdió por 1-6 en la ciudad de La Paz. El partido de vuelta se jugó el 15 de febrero en la ciudad de Quito, el partido finalizó 3-1 a favor del cuadro local y Nacional Potosí fue eliminado del certamen.

## Presidentes
El actual presidente del Club Atlético Nacional Potosí es Wilfredo Condori, quien ejerce el cargo desde 2013, en sucesión de Félix Moreno.

### Mascota

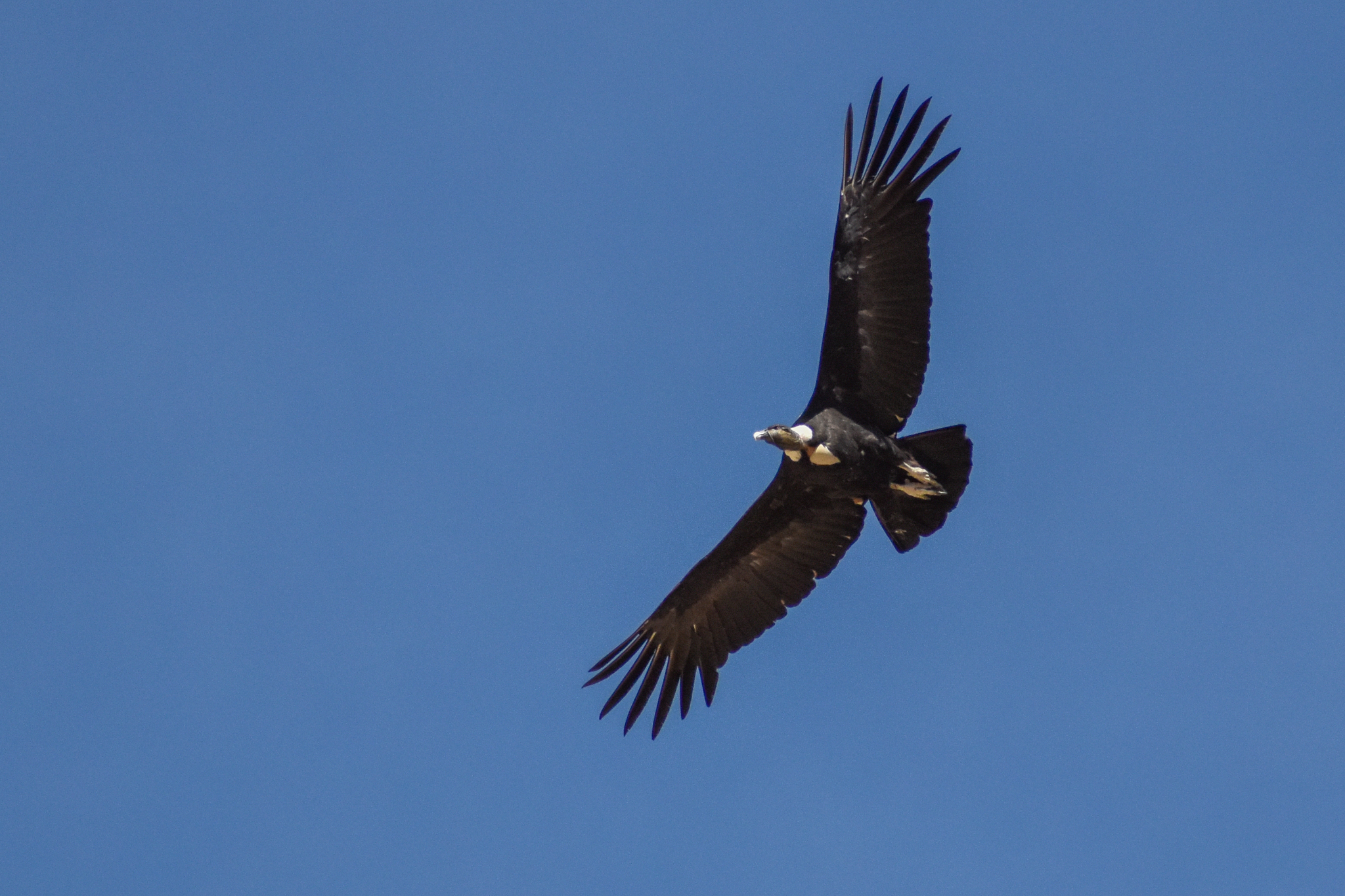
El cóndor de los andes, símbolo del club.

### Autoridades
| Miembros         | Cargo              |
| ---------------- | ------------------ |
| Wilfredo Condori | Presidente         |
| Óscar Careaga    | Vicepresidente 1.º |

### Cronología
| Período       | Presidente           |
| ------------- | -------------------- |
| 1942          | Marcelino Gonzáles   |
| 1969-1971     | Aurelio Moreno López |
| 2004–2009     | Emilio Alave Marino  |
| 2010-2012     | Felix Gastón Moreno  |
| 2013-presente | Wilfredo Condori     |

## Uniforme

### Origen

Bandera de la ciudad de Potosí, de la que se tomaron los colores

Desde su fundación, el Club Atlético Nacional Potosí se ha caracterizado por vestir camiseta blanca, pantalón negro y medias rojas.

### Evolución

#### Uniforme titular
| 2017 | 2018 | 2021 |

#### Uniforme alternativo
| 2017 | 2023 |

### Indumentaria
| Período       | Auspiciador | Logotipo |
| ------------- | ----------- | -------- |
| 2018-presente | Tigo        |          |

| Período       | Proveedor       | Logotipo |
| ------------- | --------------- | -------- |
| 2011-2023     | Willys Athletic |          |
| 2024          | Forte Athletic  |          |
| 2024-presente | Willys Athletic |          |

## Instalaciones

### Estadio
En la actualidad, disputa los partidos de local en el Estadio Víctor Agustín Ugarte de la zona de San Clemente con capacidad para 32.105 espectadores.
Lleva el nombre en homenaje a uno de los mejores futbolistas bolivianos, Víctor Agustín Ugarte, este estadio anteriormente se llamaba Estadio Mario Mercado Vaca Guzmán en honor al fallecido dirigente boliviano.
En el año 2002 sufrió su primera remodelación, producto de la histórica primera participación del Club Real Potosí, en la Copa Libertadores de América, subiendo su capacidad de 13 000 espectadores al mínimo exigido por la Confederación Sudamericana de Fútbol para partidos de carácter internacional de 20.000 espectadores.
El año 2008 fue objeto de una segunda remodelación en su infraestructura ampliándose su capacidad de 20.000 personas a su actual capacidad de 32.105 espectadores.

### Complejo deportivo
Su cancha se encuentra en la zona San Martín, de propiedad del equipo denominada entre su afición como "El Nido del Cóndor".

### Sede social
La sede del club se ubica en la calle Almagro esquina Bolívar, en la zona alta de la ciudad (San Juan), cuenta con una sala de gimnasia e implementos para que utilicen los jugadores.

## Hinchada

### Simpatizantes
Nacional Potosí es un equipo de tradición popular dentro del fútbol potosino, siendo uno de los equipos más ganadores del Campeonato Potosino.

### Barras organizadas
La «Banda 42» es como se denomina a la principal barra brava del club, fue fundada el 7 de abril de 2009 y se ubica en la curva Sur del Estadio Víctor Agustín Ugarte. Esta barra fue consolidándose a través de los años por su incansable apoyo al club.
Otras barras representativas del club son la «Rebel Sur», fundada el 2 de enero de 2018 y «Patalados».

### Apelativos
El club cuenta con diversos apodos, los cuales algunos los adoptó el mismo club, mientras que otros le han sido impuestos por diversas razones.
- La Banda Roja: Debido a su camiseta particular que utiliza una franja diagonal roja.

- La Máquina: Luego de ganar varios torneos en la asociación local durante la década de 1950 el equipo fue bautizado con este apelativo.

- El Equipo del Pueblo: Debido al gran acercamiento que tiene con la hinchada, la identificación de sus hinchas apegados a sus colores (rojo y blanco) los mismos de la bandera del departamento de Potosí, además de su tradición y origen popular recibió este apodo.

- Los Rancho Guitarras: Es un apodo que se utiliza incluso para denominar a los habitantes de la zona alta que suelen utilizar el instrumento en sus festejos.

- Pata lados: Una mezcla  entre idioma quechua y español, que quiere decir "Del lado alto" en alusión a la zona alta en donde fue fundado el club.

- Equipo de los altos de San Juan: En el libro Páginas del fútbol potosino, Alfredo Tapia dice que uno de sus apodos fue este en alusión a la zona alta en donde fue fundado el club.

## Datos del club
- Puesto en la clasificación histórica: 15.º
- Temporadas en Primera División: 25 (1961, Apertura 2009-Clausura 2009, Adecuación 2011-Presente).
- Mejor puesto en Primera División: 3.° (Apertura 2019).
- Peor puesto en Primera División: 10.º (Adecuación 2011).
- Temporadas en Copa Simón Bolívar: 4 (2006-2008 y 2010).
- Mejor puesto en Copa Simón Bolívar: 1.º (en 2 ocasiones).
- Mayor goleada a favor
  - En torneos nacionales:
    - 9 - 0 Real Mamoré (25 de noviembre de 2011).
    - 7 - 2 Destroyers (16 de marzo de 2019).
    - 6 - 1 Universitario (USFX) (30 de septiembre de 2016).
    - 6 - 1 Bolívar (12 de agosto de 2018).

  - En torneos internacionales:
    - 4 - 1  Fortaleza Esporte Clube (8 de mayo de 2024 por la Copa Sudamericana 2024).
- Mayor goleada en contra
  - En torneos nacionales:
    - 0 - 7 The Strongest (18 de agosto de 2021).
    - 2 - 7 The Strongest (13 de diciembre de 2016).
    - 0 - 6 Real Potosí (8 de diciembre de 2013).
    - 3 - 6 Bolívar (22 de octubre de 2015).

  - En torneos internacionales: 
    - 7 - 0  Independiente (28 de mayo de 2025 por la Copa Sudamericana 2025).
    - 1 - 6  El Nacional (8 de febrero de 2023 por la Copa Libertadores 2023).
- Primer partido en torneos nacionales: 2 - 0 Blooming (8 de febrero de 2009).
- Primer partido en torneos internacionales: 1 - 0  Libertad (20 de agosto de 2014 por la Copa Sudamericana 2014).
- Jugador con más partidos disputados: Luis Aníbal Torrico (194 partidos oficiales).
- Jugador con más goles: Tommy Tobar (46 goles en competiciones oficiales).
- Jugador nominado al Premio Puskás: Gastón Mealla (2012).[5]
- Mejor racha de partidos invicto: 12 partidos, desde el 19 de diciembre de 2018 (Jornada 26 del Clausura 2018) hasta el 29 de abril de 2019 (Jornada 11 del Apertura 2019).
- Participaciones internacionales
  - Copa Libertadores de América (1): 2023.
  - Copa Sudamericana (8): 2014, 2017, 2018, 2019, 2020, 2021, 2024 y 2025.

#### Mejor racha de partidos invicto
| 1  | División profesional del fútbol boliviano | Visitante | Jorge Wilstermann | 2-2 | 19 de diciembre de 2018 | Alberto Illanes |
| 2  | División profesional del fútbol boliviano | Visitante | San José          | 2-2 | 20 de enero de 2019     | Alberto Illanes |
| 3  | División profesional del fútbol boliviano | Visitante | Guabirá           | 0-0 | 26 de enero de 2019     | Alberto Illanes |
| 4  | División profesional del fútbol boliviano | Local     | Blooming          | 2-0 | 31 de enero de 2019     | Alberto Illanes |
| 5  | División profesional del fútbol boliviano | Visitante | Bolívar           | 1-1 | 3 de febrero de 2019    | Alberto Illanes |
| 6  | División profesional del fútbol boliviano | Visitante | Always Ready      | 3-1 | 7 de febrero de 2019    | Alberto Illanes |
| 7  | División profesional del fútbol boliviano | Visitante | Aurora            | 0-0 | 10 de febrero de 2019   | Alberto Illanes |
| 8  | División profesional del fútbol boliviano | Local     | Royal Pari        | 4-1 | 17 de febrero de 2019   | Alberto Illanes |
| 9  | División profesional del fútbol boliviano | Visitante | Real Potosí       | 3-1 | 20 de febrero de 2019   | Alberto Illanes |
| 10 | División profesional del fútbol boliviano | Local     | Oriente Petrolero | 2-1 | 24 de febrero de 2019   | Alberto Illanes |
| 11 | División profesional del fútbol boliviano | Local     | The Strongest     | 3-2 | 28 de febrero de 2019   | Alberto Illanes |
| 12 | División profesional del fútbol boliviano | Local     | Sport Boys Warnes | 3-0 | 9 de marzo de 2019      | Alberto Illanes |

### Participación en campeonatos nacionales
| \| Copa Simón Bolívar 2006 \| Primera fase \| \| Copa Simón Bolívar 2007 \| 2º \| \| Copa Simón Bolívar 2008 \| Campeón \| \| Apertura 2009 \| 8º \| \| Clausura 2009 \| 6º grupo B \| \| Copa Simón Bolívar 2010 \| Campeón \| \| Adecuación 2011 \| 10º \| \| Apertura 2011 \| 3º grupo B \| \| Clausura 2012 \| 8º \| \| Apertura 2012 \| 9º \| \| Clausura 2013 \| 9º \| \| Apertura 2013 \| 5º \| \| Clausura 2014 \| 11º \| \| Apertura 2014 \| 9º \| \| Clausura 2015 \| 10º \| \| Apertura 2015 \| 10º \| \| Clausura 2016 \| 4º \| \| Apertura 2016 \| 7º \| \| Apertura 2017 \| 6º \| \| Clausura 2017 \| 12º \| \| Apertura 2018 \| 3º grupo B \| \| Clausura 2018 \| 7º \| \| Apertura 2019 \| 3º \| \| Clausura 2019 \| 7° \| \| Apertura 2020 \| 7° \| \| Temporada 2021 \| 10° \| \| Apertura 2022 \| Cuartos de final \| \| Clausura 2022 \| 4° \| |                  |
| Competencia Nacional |                  |
| Competencia | Posición         |
| Copa Simón Bolívar 2006 | Primera fase     |
| Copa Simón Bolívar 2007 | 2º               |
| Copa Simón Bolívar 2008 | Campeón          |
| Apertura 2009 | 8º               |
| Clausura 2009 | 6º grupo B       |
| Copa Simón Bolívar 2010 | Campeón          |
| Adecuación 2011 | 10º              |
| Apertura 2011 | 3º grupo B       |
| Clausura 2012 | 8º               |
| Apertura 2012 | 9º               |
| Clausura 2013 | 9º               |
| Apertura 2013 | 5º               |
| Clausura 2014 | 11º              |
| Apertura 2014 | 9º               |
| Clausura 2015 | 10º              |
| Apertura 2015 | 10º              |
| Clausura 2016 | 4º               |
| Apertura 2016 | 7º               |
| Apertura 2017 | 6º               |
| Clausura 2017 | 12º              |
| Apertura 2018 | 3º grupo B       |
| Clausura 2018 | 7º               |
| Apertura 2019 | 3º               |
| Clausura 2019 | 7°               |
| Apertura 2020 | 7°               |
| Temporada 2021 | 10°              |
| Apertura 2022 | Cuartos de final |
| Clausura 2022 | 4°               |

     Campeón.
    Subcampeón.
    Tercer Lugar.
     Ascenso.
     Descenso.

### Por temporada
| Copa Libertadores      | Copa Libertadores | Copa Libertadores | Copa Libertadores | Copa Libertadores | Copa Libertadores | Copa Libertadores | Copa Libertadores | Copa Libertadores                   | Copa Libertadores |
| Año                    | Desempeño         | PJ                | PG                | PE                | PP                | GF                | GC                | Goleador(es)                        |                   |
| ---------------------- | ----------------- | ----------------- | ----------------- | ----------------- | ----------------- | ----------------- | ----------------- | ----------------------------------- | ----------------- |
| Copa Libertadores 2023 | Fase 1            | 2                 | 0                 | 0                 | 2                 | 2                 | 9                 | Martín Prost y Gustavo Cristaldo: 1 |                   |
| Total                  |                   | 2                 | 0                 | 0                 | 2                 | 2                 | 9                 | Martín Prost y Gustavo Cristaldo: 1 |                   |

| Copa Sudamericana      | Copa Sudamericana | Copa Sudamericana | Copa Sudamericana | Copa Sudamericana | Copa Sudamericana | Copa Sudamericana | Copa Sudamericana | Copa Sudamericana                                                         | Copa Sudamericana |
| Año                    | Desempeño         | PJ                | PG                | PE                | PP                | GF                | GC                | Goleador(es)                                                              |                   |
| ---------------------- | ----------------- | ----------------- | ----------------- | ----------------- | ----------------- | ----------------- | ----------------- | ------------------------------------------------------------------------- | ----------------- |
| Copa Sudamericana 2014 | Primera fase      | 2                 | 1                 | 0                 | 1                 | 1                 | 3                 | Charles Da Silva: 1                                                       |                   |
| Copa Sudamericana 2017 | Segunda fase      | 4                 | 1                 | 0                 | 3                 | 4                 | 6                 | Nelson Ruíz, Aldo Paniagua, Cristián Alessandrini y Javier Sanguinetti: 1 |                   |
| Copa Sudamericana 2018 | Primera fase      | 2                 | 1                 | 0                 | 1                 | 2                 | 3                 | Harold Reina: 2                                                           |                   |
| Copa Sudamericana 2019 | Primera fase      | 2                 | 1                 | 0                 | 1                 | 1                 | 1                 | Vladimir Castellón: 1                                                     |                   |
| Copa Sudamericana 2020 | Primera fase      | 2                 | 1                 | 0                 | 1                 | 2                 | 2                 | Nicolás Royón: 2                                                          |                   |
| Copa Sudamericana 2021 | Primera fase      | 2                 | 0                 | 0                 | 2                 | 2                 | 6                 | Ronald Cuéllar y Sebastián Gularte: 1                                     |                   |
| Copa Sudamericana 2025 | Primera fase      | 1                 | 1                 | 0                 | 0                 | 1                 | 0                 |                                                                           |                   |
| Total                  |                   | 15                | 6                 | 0                 | 9                 | 13                | 21                | Harold Reina y Nicolás Royón: 2                                           |                   |

### Nacional Potosí en competiciones internacionales
| 2014 | Copa Sudamericana 2014 | Primera fase    | Libertad                | 1–0 | 3–0       | 1–3       |
| 2017 | Copa Sudamericana 2017 | Primera fase    | Sport Huancayo          | 3–1 | 2–1       | 4–3       |
| 2017 | Copa Sudamericana 2017 | Segunda fase    | Estudiantes de la Plata | 0–1 | 2–0       | 0–3       |
| 2018 | Copa Sudamericana 2018 | Primera fase    | Fluminense              | 2–0 | 3–0       | 2–3       |
| 2019 | Copa Sudamericana 2019 | Primera fase    | Zulia                   | 0–1 | 0–1 (0:2) | 1–1       |
| 2020 | Copa Sudamericana 2020 | Primera fase    | Melgar                  | 0–2 | 0–2 (3:4) | 2–2       |
| 2021 | Copa Sudamericana 2021 | Primera fase    | Guabirá                 | 1–2 | 4–1       | 2–6       |
| 2023 | Copa Libertadores 2023 | Fase 1          | El Nacional             | 1–6 | 3–1       | 2–9       |
| 2024 | Copa Sudamericana 2024 | Fase de grupos  | Boca Juniors            | 0-0 | 4–0       | 3.º lugar |
| 2024 | Copa Sudamericana 2024 | Fase de grupos  | Fortaleza               | 4–1 | 5–0       | 3.º lugar |
| 2024 | Copa Sudamericana 2024 | Fase de grupos  | Sportivo Trinidense     | 2–1 | 2–0       | 3.º lugar |
| 2025 | Copa Sudamericana 2025 | Fase preliminar | Universitario de Vinto  | 0–1 | 0–1       | 1–0       |
| 2025 | Copa Sudamericana 2025 | Fase de grupos  | Independiente           | 2–0 |           |           |
| 2025 | Copa Sudamericana 2025 | Fase de grupos  | Guaraní                 |     | 2–0       |           |
| 2025 | Copa Sudamericana 2025 | Fase de grupos  | Boston River            |     | 2–1       |           |

### Récords y logros
- Nacional Potosí es junto a los equipos de Atlético Alianza (Uyuni), Ferroviario (Tupiza), Racing (Llallagua) y The Strongest (Pulacayo) en representar al Departamento de Potosí en un torneo de la Primera División de Bolivia, cuando participaron en el Torneo Mayor de la República 1961. Así mismo el primero que representó a la ciudad de Potosí.
- Único equipo potosino que consiguió una victoria como visitante en un torneo internacional.

## Jugadores

### Plantilla 2025
- Los equipos bolivianos están limitados por la FBF a tener en su plantel un máximo de seis futbolistas extranjeros, de los cuales cuatro pueden actuar de manera simultánea.
- Por disposición de la FBF, se debe considerar la participación obligatoria de un futbolista de la categoría sub-20 y otro de la categoría sub-23 por partido.

### Altas y bajas 2025
| Altas             |               |                        |       |      |
| Futbolista        | Posición      | Procedencia            | Tipo  | Ref. |
| Segundo Semestre  |               |                        |       |      |
| Martín Payares    | Defensa       | Unión Magdalena        | Libre |      |
| Agustín Mansilla  | Mediocampista | CSB Atenas             | Libre |      |
| Kevin Torres      | Delantero     | Universitario de Sucre | Libre |      |
| Tommy Tobar       | Delantero     | F. C. Universitario    | Libre |      |
| Nelson Amarilla   | Defensa       | Aurora                 | Libre |      |
| Pablo Godoy       | Entrenador    | ABB                    | Libre |      |
| Maximiliano Núñez | Delantero     | F. C. Universitario    | Libre |      |
| Luis Zeballos     | Delantero     | Oriente Petrolero      | Libre |      |

| Bajas               |               |                 |                       |      |
| Futbolista          | Posición      | Destino         | Tipo                  | Ref. |
| Segundo Semestre    |               |                 |                       |      |
| César Vigevani      | Entrenador    | Agente libre    | Rescisión de contrato |      |
| Johan Bocanegra     | Mediocampista | Boyacá Chicó    | Rescisión de contrato |      |
| Diego Diellos       | Delantero     | Ferro           | Rescisión de contrato |      |
| Martín Prost        | Delantero     | Olimpo          | Rescisión de contrato |      |
| Víctor Ábrego       | Delantero     | Raja Casablanca | Fin de préstamo       |      |
| Carlos Preciado     | Delantero     | Real Estelí     | Fin de contrato       |      |
| Santiago Echeverría | Defensa       | Bolívar         | Rescisión de contrato |      |
| Carlos Roca         | Defensa       | The Strongest   | Rescisión de contrato |      |
| Dayler Gutiérrez    | Entrenador    | TBA             | Fin de contrato       |      |
| Moisés Acuña        | Defensa       | TBA             | Rescisión de contrato |      |

### Registros
| Goleadores | Goleadores            | Goleadores | Presencias | Presencias   | Presencias   |
| ---------- | --------------------- | ---------- | ---------- | ------------ | ------------ |
| 1.         | Tommy Tobar           | 62 goles   | 1.         | Luis Torrico | 235 partidos |
| 2.         | Cristián Alessandrini | 43 goles   | 2.         | Walter Rioja | 192 partidos |
| 3.         | Gastón Mealla         | 32 goles   | 3.         | Luis Pavia   | 172 partidos |
| 4.         | Harold Reina          | 29 goles   | 4.         | Isaías Dury  | 153 partidos |
| 5.         | Bruno Pascua          | 25 goles   | 5.         | Jenry Alaca  | 139 partidos |

Nota: En negrita los jugadores activos en el club.

### Jugadores extranjeros
| Nacionalidad | Jugadores | Jugadores |
| ------------ | --------- | --- |
| América      |           | |
| Argentina    |           | Maximiliano Andrada, Ezequiel Andrada, Nicolás Canalis, Diego Salvatierra, Cristian Badaracco, Franco Basso, Roy González, Bernardo Leyenda, Gregorio Abregú, Fernando Brandan, Gonzalo Garavano, Matías Garavano, Marcos Ríos, Maximiliano Vallejo, Maximiliano Ayala, Héctor Gaitán, Matías Garavano, Iván Zerda |
| Brasil       |           | Pablo Ferreira, Vinicius Delazeri, Álex da Rosa, Fernando Martelli, Charles da Silva, Anderson da Silva, Thiago dos Santos, Luis Guaqui dos Santos, Edenilson Michels |
| Colombia     |           | Jhon Obregón, Carlos Barahona, Tommy Tobar, Stiwar García, Harold Reina, Wilder Salazar, Yony Angulo, Luis Arias, Alexis Hinestroza, David Valencia, Andrés Córdoba, Erik Correa, Omar Duarte, Carlos Preciado, Edisson Restrepo, Johan Bocanegra, Dubán Palacio, Martín Payares                                   |
| Costa Rica   | 1         | Paolo Jiménez |
| Panamá       | 1         | Brunet Hay |
| Paraguay     |           | Alfredo Jara, Alexander Meza, Claudio Centurión |
| Uruguay      |           | Bryan Aldave |
| Venezuela    | 1         | Moisés Acuña |
| Europa       |           | |
| España       | 4         | Bidari García, Bruno Pascua, Pedro García, Víctor Herrero |

## Entrenadores
El entrenador con más partidos disputados en la historia del club es Alberto Illanes, quien dirigió 73 partidos, seguido de Marcos Ferrufino con 48.
En total, los entrenadores se reparten en: 13 bolivianos y 12 extranjeros; 7 de nacionalidad argentina, 2 españoles, 1 chileno, 1 costarricense y 1 mexicano.

### Cronología
| 2006 - 2009 | Víctor Hugo Andrada                                | 18 | 7  | 3  | 8  |
| 2009        | Vladimir Soria                                     | 16 | 2  | 5  | 9  |
| 2010        | Martín Menacho Carlos Camacho Luis Eduardo Galarza | -  | -  | -  | -  |
| 2011        | Luis Orozco                                        | 15 | 6  | 2  | 7  |
| 2011        | Julio Alberto Zamora                               | 7  | 2  | 2  | 3  |
| 2011 - 2012 | Víctor Hugo Andrada                                | 23 | 8  | 7  | 8  |
| 2012        | Claudio Martínez                                   | 1  | 1  | 0  | 0  |
| 2012        | Juan Paz García                                    | 15 | 5  | 3  | 7  |
| 2012 - 2013 | Carlos Fabián Leeb                                 | 27 | 10 | 8  | 9  |
| 2013        | Julio César Baldivieso                             | 29 | 9  | 7  | 13 |
| 2013        | Diego Corso                                        | 1  | 0  | 1  | 0  |
| 2013        | Mario Rolando Ortega                               | 9  | 2  | 1  | 6  |
| 2014 - 2015 | Marcos Ferrufino                                   | 48 | 13 | 11 | 24 |
| 2015        | Miguel Ángel Zahzú                                 | 19 | 6  | 5  | 8  |
| 2015        | David de la Torre                                  | 11 | 2  | 3  | 6  |
| 2015        | Claudio Chacior                                    | 6  | 2  | 2  | 2  |
| 2016        | Juan Márquez                                       | 9  | 4  | 1  | 4  |
| 2016        | Edgardo Malvestiti                                 | 13 | 6  | 3  | 4  |
| 2016        | William Ramallo                                    | 4  | 2  | 0  | 2  |
| 2016        | Óscar Sanz                                         | 16 | 5  | 4  | 7  |
| 2016 - 2017 | Carlos Fabián Leeb                                 | 27 | 12 | 4  | 11 |
| 2017        | Víctor Hugo Andrada                                | 7  | 1  | 1  | 5  |
| 2017        | Marco Moncayo                                      | 1  | 0  | 0  | 1  |
| 2017 - 2018 | Ángel Pérez García                                 | 17 | 6  | 1  | 10 |
| 2018        | Edgardo Malvestiti                                 | 22 | 7  | 5  | 10 |
| 2018 - 2019 | Alberto Illanes                                    | 73 | 33 | 15 | 25 |
| 2020        | Jeaustin Campos                                    | 13 | 5  | 2  | 6  |
| 2020        | Sebastián Núñez                                    | 15 | 7  | 4  | 4  |
| 2021        | Guillermo Álvaro Peña                              | 5  | 2  | 0  | 3  |
| 2021        | Roberto Mancilla                                   | 1  | 0  | 1  | 0  |
| 2021        | Flavio Robatto                                     | 8  | 4  | 3  | 1  |
| 2021        | Alberto Illanes                                    | 13 | 2  | 3  | 8  |
| 2022        | Flavio Robatto                                     | 42 | 21 | 7  | 14 |
| 2023        | Víctor Hugo Andrada                                | 8  | 3  | 0  | 5  |
| 2023        | Flavio Robatto                                     | 1  | 0  | 1  | 0  |
| 2024        | Claudio Biaggio                                    |    |    |    |    |
| 2024 -      | Alberto Illanes                                    |    |    |    |    |

## Secciones deportivas

### Sección de baloncesto masculino

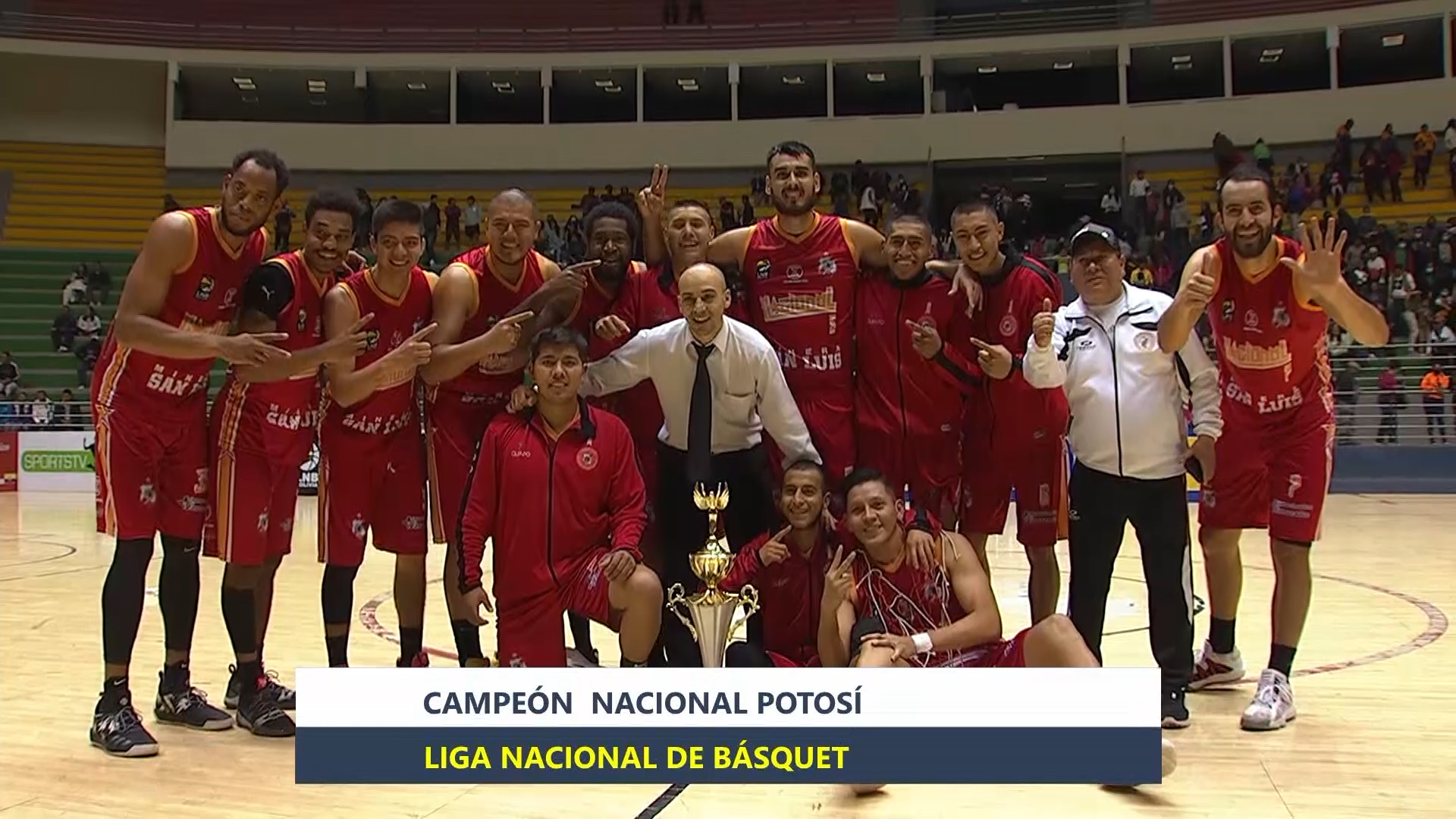
Plantel campeón de la Liga Nacional de Básquetbol de Bolivia 2022.

En el año 2017 la institución conforma la disciplina del Básquet, afiliándose a la Asociación Municipal de Básquetbol Potosí (AMBP).
El año 2019 se consagra campeón invicto de la Liga Superior del Básquetbol Boliviano (LSBB) y ese mismo año participa por primera vez en la Liga Boliviana de Básquetbol dónde obtiene el subcampeonato.

### Nacional Potosí "B"
Las divisiones inferiores del Club  Atlético Nacional Potosí están conformadas por la Sub-11, Sub-13, Sub-15, Sub-17 y Sub-19 que compiten en las diversas competiciones juveniles regionales y nacionales organizadas por la AFP y la Federación Boliviana de Fútbol.
El club cuenta con una filial que participa en la Primera "B" de la Asociación de Fútbol Potosí (AFP).

### Ciclismo
El club tiene una rama de ciclismo que compite en la asociación potosina de ciclismo.
En 2012, en homenaje a 70 aniversario del club Atlético Nacional Potosí se cumplió la primera prueba nacional de ciclismo la doble Potosí-Retiro que tuvo la presencia de 11 clubes.

## Palmarés

### Torneos nacionales
| Competición nacional     | Títulos     | Subcampeonatos |
| ------------------------ | ----------- | -------------- |
| Copa Simón Bolívar (2/1) | 2008, 2010. | 2007.          |

### Torneos regionales (11)
| Competición regional                           | Títulos                                                           | Subcampeonatos |
| ---------------------------------------------- | ----------------------------------------------------------------- | -------------- |
| Asociación de Fútbol Potosí - Primera A (11/2) | 1950, 1952, 1953, 1962, 1975, 2002, 2004, 2006, 2007, 2008, 2010. | 2000, 2003.    |

### Torneos amistosos
| Competición              | Títulos | Subcampeonatos                |
| ------------------------ | ------- | ----------------------------- |
| Copa Potosí              | 2023.   |                               |
| Copa Cine Center del Sur |         | 2012. (1) (Récord compartido) |

## Rivalidades

### Clásico Potosino

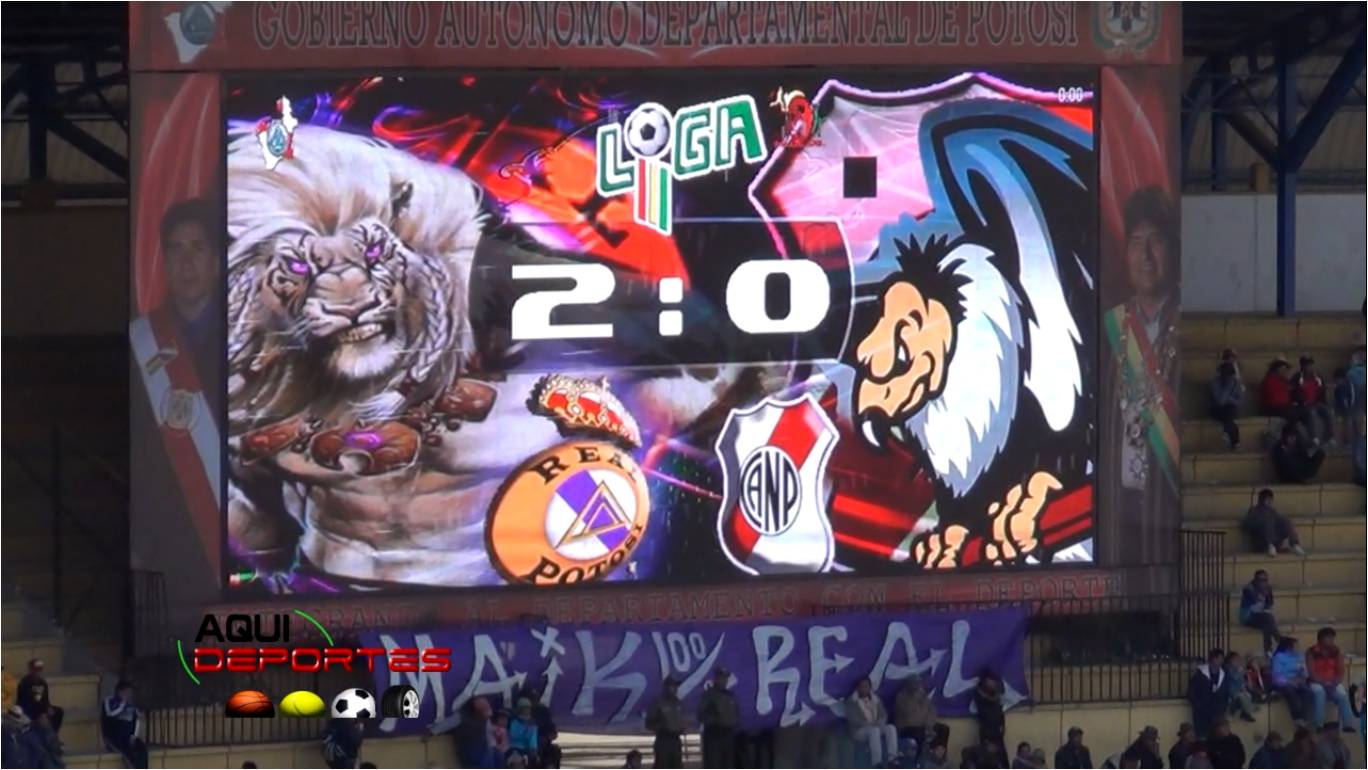
El marcador del clásico en la pantalla LED del estadio Víctor Agustín Ugarte.

Es el partido que enfrenta a los dos principales equipos del Departamento de Potosí y propiamente los únicos clubes profesionales de la ciudad de Potosí: Nacional Potosí y Real Potosí. Es el partido más importante de la ciudad potosina. 
El primer clásico que se disputó en la historia entre ambos equipos oficialmente fue el 19 de abril de 2009, con resultado de empate 1:1.
| Competición      | P.J. | Ganó Nacional Potosí | P.E. | Ganó Real Potosí | Goles Nacional Potosí | Goles Real Potosí |
| ---------------- | ---- | -------------------- | ---- | ---------------- | --------------------- | ----------------- |
| Primera División | 44   | 18                   | 11   | 15               | 63                    | 60                |
| Total            | 44   | 18                   | 11   | 15               | 63                    | 60                |